# Format de commande d'impression numérique
 (février 2023).
Si vous disposez d'ouvrages ou d'articles de référence ou si vous connaissez des sites web de qualité traitant du thème abordé ici, merci de compléter l'article en donnant les références utiles à sa vérifiabilité et en les liant à la section « Notes et références ».

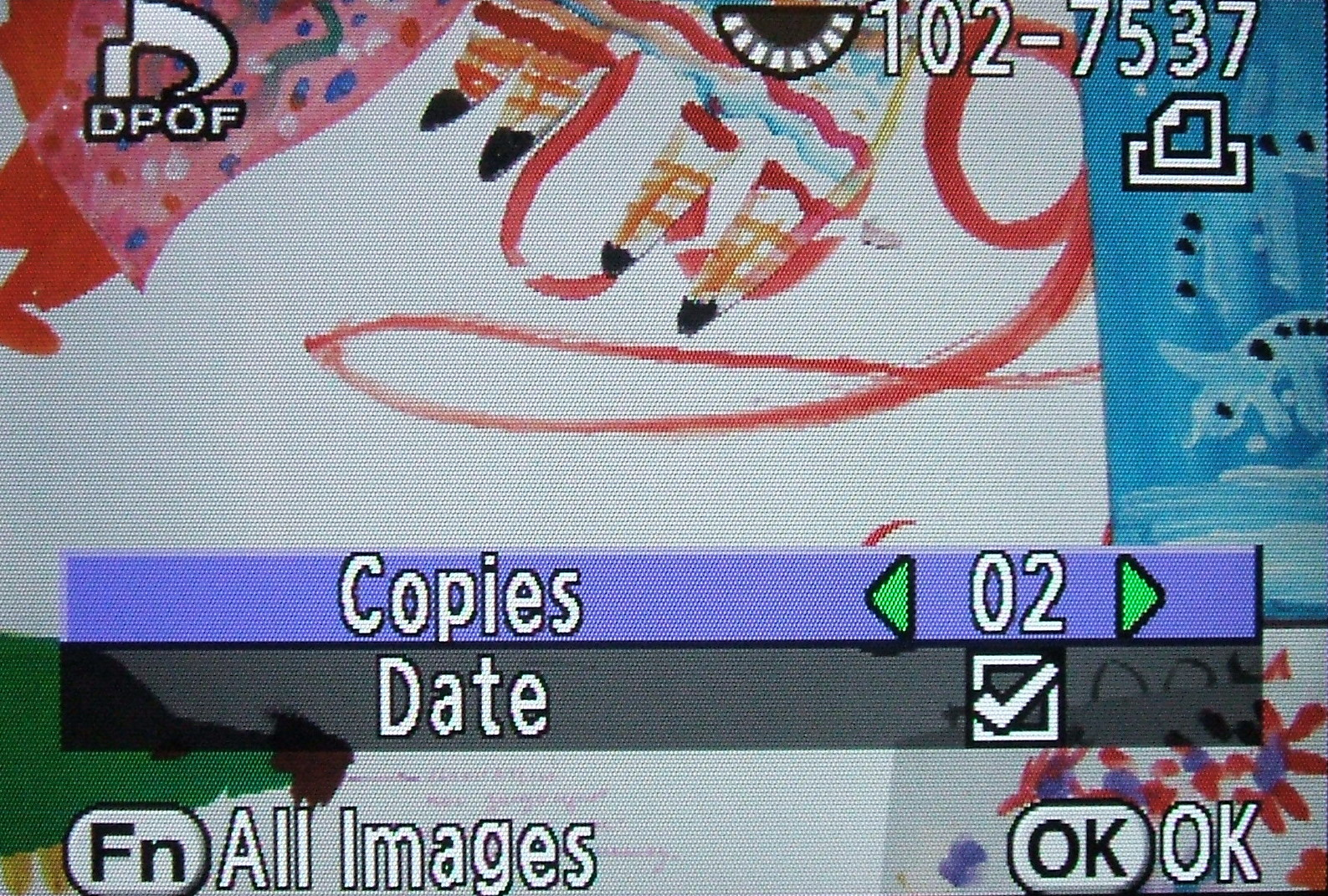
DPOF sur une caméra digital Pentax k200d.

Le sigle DPOF signifie « Digital Print Order Format » (en français : format de commande d'impression numérique). Les appareils photo numériques utilisent ce standard pour faciliter l'édition des images. Le photographe peut détermine dans l'appareil photo lui-même quelle quantité de quelles images doit être imprimée ou exposée à la lumière. Ces données sont transmises avec les photos numériques lors de la commande par Internet ou directement à des imprimantes photos adaptées. La carte mémoire peut être insérée directement sans passer par l'ordinateur, et les photos souhaitées peuvent être imprimées.